# Halowe Mistrzostwa Świata w Lekkoatletyce 2001 – bieg na 800 m kobiet
Bieg na 800 m kobiet – jedna z konkurencji rozgrywanych podczas halowych mistrzostw świata w lekkoatletyce w 2001. Eliminacje odbyły się 9 marca, półfinały miały miejsce 10 marca, finał zaś został rozegrany 11 marca.
Do eliminacji zgłoszonych zostało 21 zawodniczek z 17 państw.
Zawody w tej konkurencji wygrała reprezentantka Mozambiku Maria Mutola. Drugą pozycję zajęła zawodniczka z Austrii Stephanie Graf, trzecią zaś reprezentująca Czechy Helena Fuchsová.

## Wyniki

### Eliminacje
Bieg 1
| Miejsce | Zawodniczka        | Państwo           | Wynik   | Uwagi |
| ------- | ------------------ | ----------------- | ------- | ----- |
| 1.      | Ivonne Teichmann   | Niemcy            | 2:04,47 |       |
| 2.      | Stephanie Graf     | Austria           | 2:04,58 |       |
| 3.      | Fabiane dos Santos | Brazylia          | 2:05,18 |       |
| 4.      | Jen Toomey         | Stany Zjednoczone | 2:05,55 |       |
| 5.      | Mayte Martínez     | Hiszpania         | 2:08,91 |       |

Bieg 2
| Miejsce | Zawodniczka       | Państwo           | Wynik   | Uwagi |
| ------- | ----------------- | ----------------- | ------- | ----- |
| 1.      | Maria Mutola      | Mozambik          | 2:04,16 |       |
| 2.      | Lwiza John        | Tanzania          | 2:04,29 |       |
| 3.      | Tamsyn Lewis      | Australia         | 2:04,56 |       |
| 4.      | Joanne Fenn       | Wielka Brytania   | 2:05,16 |       |
| –       | Jearl Miles-Clark | Stany Zjednoczone | DNS     |       |

Bieg 3
| Miejsce | Zawodniczka          | Państwo | Wynik   | Uwagi |
| ------- | -------------------- | ------- | ------- | ----- |
| 1.      | Helena Fuchsová      | Czechy  | 2:04,58 |       |
| 2.      | Swietłana Czerkasowa | Rosja   | 2:04,70 |       |
| 3.      | Charmaine Howell     | Jamajka | 2:05,14 |       |
| 4.      | Anca Safta           | Rumunia | 2:06,13 |       |
| 5.      | Lin Na               | Chiny   | 2:10,99 |       |

Bieg 4
| Miejsce | Zawodniczka        | Państwo    | Wynik   | Uwagi |
| ------- | ------------------ | ---------- | ------- | ----- |
| 1.      | Jolanda Čeplak     | Słowenia   | 2:02,97 |       |
| 2.      | Jelena Afanasjewa  | Rosja      | 2:03,28 |       |
| 3.      | Laetitia Valdonado | Francja    | 2:04,00 |       |
| 4.      | Sandra Teixeira    | Portugalia | 2:04,18 |       |
| 5.      | Adoración García   | Hiszpania  | 2:05,25 |       |
| 6.      | Wang Yuanping      | Chiny      | 2:09,80 |       |

### Półfinały
Bieg 1
| Miejsce | Zawodniczka        | Państwo    | Wynik   | Uwagi |
| ------- | ------------------ | ---------- | ------- | ----- |
| 1.      | Stephanie Graf     | Austria    | 2:01,34 |       |
| 2.      | Jelena Afanasjewa  | Rosja      | 2:01,97 |       |
| 3.      | Lwiza John         | Tanzania   | 2:02,40 |       |
| 4.      | Ivonne Teichmann   | Niemcy     | 2:03,20 |       |
| 5.      | Sandra Teixeira    | Portugalia | 2:04,38 |       |
| 6.      | Laetitia Valdonado | Francja    | 2:05,89 |       |

Bieg 2
| Miejsce | Zawodniczka          | Państwo   | Wynik   | Uwagi |
| ------- | -------------------- | --------- | ------- | ----- |
| 1.      | Maria Mutola         | Mozambik  | 2:03,64 |       |
| 2.      | Jolanda Čeplak       | Słowenia  | 2:03,68 |       |
| 3.      | Helena Fuchsová      | Czechy    | 2:04,29 |       |
| 4.      | Tamsyn Lewis         | Australia | 2:04,79 |       |
| 5.      | Swietłana Czerkasowa | Rosja     | 2:06,19 |       |
| 6.      | Charmaine Howell     | Jamajka   | 2:09,13 |       |

### Finał
| Miejsce | Zawodniczka       | Państwo  | Wynik   | Uwagi |
| ------- | ----------------- | -------- | ------- | ----- |
| 01 !    | Maria Mutola      | Mozambik | 1:59,74 |       |
| 02 !    | Stephanie Graf    | Austria  | 1:59,78 |       |
| 03 !    | Helena Fuchsová   | Czechy   | 2:01,18 |       |
| 4.      | Lwiza John        | Tanzania | 2:01,76 |       |
| 5.      | Jelena Afanasjewa | Rosja    | 2:02,17 |       |
| 6.      | Jolanda Čeplak    | Słowenia | 2:02,67 |       |